# Iacov Iardor
Iacov Iardor (n. Iacov Lederman; n. 1912, Tighina, Imperiul Rus – d. 3 februarie 1997, Israel), cunoscut în cadrul organizației Lehi sub numele de cod Rashdal, a fost un avocat româno-israelian și activist sionist originar din Basarabia, implicat activ în mișcarea sionistă revizionistă și în lupta pentru independența Israelului.

## Începuturi
Iacov Lederman s-a născut în 1912 în orașul Bender, Gubernia Basarabia (astăzi în Republica Moldova), într-o familie evreiască. A studiat dreptul la Universitatea din Iași, obținând titlul de doctor în drept în 1940.
În 1933 s-a căsătorit cu Shoshana „Anna” Nathanson. Între 1933 și 1939, a fost activ în mișcarea sionistă revizionistă Beitar, servind ca reprezentant al organizației în Tighina.
În 1939, familia s-a mutat la București. În ciuda dificultăților din timpul războiului, Iacov a continuat să fie activ în mișcarea revizionistă și în promovarea imigrației evreiești către Palestina.
În 1944, a emigrat legal în Palestina mandatară împreună cu familia sa, călătorind cu vaporul „Maritza” până la Istanbul și apoi pe uscat prin Turcia, Siria și Liban, ajungând în cele din urmă la Haifa.
Stabilindu-se în Israel, a locuit în Netanya, Ramat Yitzhak și, în cele din urmă, în Tel Aviv. A devenit membru al organizației Lehi și a continuat să fie activ în cadrul mișcării sioniste revizioniste și al organizației Hatzohar, de orientare național-liberală.

## Activitatea în cadrul Lehi
În 1946, Iacov a fost delegat al Hatzohar la cel de-al 22-lea Congres Sionist de la Basel.
Între începutul anului 1947 și iunie 1948, a fost reprezentantul Lehi în Europa, având sediul la Paris sub acoperirea unor studii post-doctorale în drept la Universitatea din Paris.
În această perioadă, a fost implicat în:
- Planificarea unui atac aerian asupra Ministerului de Război și al Coloniilor din Londra (operațiune eșuată din cauza trădării pilotului și arestării participanților).
- Trimiterea de plicuri explozive către oficiali britanici din Londra.
- Stabilirea de contacte și promovarea cauzei Lehi în rândul intelectualilor de stânga francezi și al delegației sovietice la ONU.
- Recrutarea de supraviețuitori ai Holocaustului care tranzitau Parisul în drumul lor către Israel.

În iunie 1948, în timpul Războiului de Independență, s-a întors în Israel. După asasinarea contelui Folke Bernadotte, a fost nevoit să intre din nou în clandestinitate. A ieșit din clandestinitate în 1949, odată cu amnistia generală acordată membrilor Lehi.

## Activitatea politică și profesională
După dizolvarea Lehi, Yaakov a fost activ în înființarea partidului „Luptătorii pentru Libertatea Israelului”, format din foști membri ai Lehi. Când partidul s-a divizat, s-a alăturat aripii de stânga conduse de Natan Yellin-Mor.
Din punct de vedere profesional, a lucrat ca avocat, militând pentru egalitatea drepturilor cetățenilor arabi din Israel.

## Deces
Iacov Iardor a decedat la 3 februarie 1997. A fost înmormântat în cimitirul Yarkon din Tel Aviv.